# 샤일로 페르난데스
샤일로 페르난데스(Shiloh Fernandez, 1985년 2월 26일 ~ )은 미국의 배우이다. 영화 《레드 라이딩 후드》와 《이블 데드》(2013) 출연으로 알려져 있다.

## 작품 목록
- 버진 스노우